# Mirakuløs Medalje
Den Undergørende medalje er en oval medalje den har Marias billede og ordene “O Maria, undfanget uden synd: Bed for os, der sætter vor lid til dig”. Medaljen blev oprettet af nonnen Catherine Labouré efter en vision (27. november 1830) om den hellige Jomfru Maria.
Troende rundt om i verden bærer den mirakuløse medalje, som de mener vil give dem en særlig glæde gennem forbøn for Jomfru Maria, hvis den er slidt med tro og hengivenhed.

## Ekstern henvisning
http://www.medjugorje.dk/artikler/medaljer.html
48°51′03″N 2°19′26″Ø / 48.85097°N 2.32377°Ø